# Yvan Wouandji Kepmegni
Yvan Wouandji Kepmegni est un joueur de cécifoot international français né le 28 avril 1993 à Douala au Cameroun.

## Biographie

### De son enfance à ses débuts dans le journalisme
Yvan Wouandji Kepmegni est un joueur de cécifoot international français né le 28 avril 1993 à Douala au Cameroun. Il a un frère jumeau, Yvon, et une sœur. Son frère et lui sont nés à l'âge de six mois, ce qui a nécessité leur placement en couveuse. Mais cette dernière étant de mauvaise qualité, elle a d'abord entraîné une myopie chez les deux enfants. Yvan qualifie toutefois son enfance de joyeuse. Il devient subitement non voyant à l'âge de 10 ans en raison d'un décollement de la rétine. À l'époque, il constate que sa déficience visuelle ne bouleverse pas sa vie quotidienne, en tout cas pas avant son adolescence. Sa mère Yvette le fait venir en France pour deux opérations, qui se soldent par un échec. Dès lors, il reste en France où il entre à l'Institut national des jeunes aveugles. Après l'Institut, il effectue sa scolarité au lycée Buffon, à Paris, où il obtient son bac. Il poursuit ensuite des études en Sciences de l'information et de la communication à l’Université de Paris VIII, et décroche une licence d’information et de communication.
Lui qui se destinait dès 2013 à être journaliste de sport est invité par RMC à commenter en direct sur la radio le match amical disputé entre la France et la Belgique le 7 juin 2015. En 2017, il habitait le quartier du Pré-Gentil à Rosny-sous-Bois.

### Une carrière de footballeur
Avant de perdre la vue, Yvan jouait déjà au foot et regardait à la télévision des matchs, surtout des grosses équipes européennes.  À l'âge de 13 ans, Yvan Wouandji commence à pratiquer le cécifoot après une rencontre avec Julien Zéléla, professeur de musique à l’INJA et importateur de cette discipline en France. Il intègre par la suite l'équipe de l'AVH Paris Cécifoot. Il joue en tant qu’attaquant au club de Saint-Mandé depuis 2011 et porte le dossard numéro 11. Titulaire en équipe de France depuis 2010, il occupe un poste de défenseur et porte le numéro 10. Il est alors le plus jeune joueur en équipe de France. En 2011, Yvan Wouandji remporte le championnat d'Europe en Turquie. Un an plus tard, son équipe et lui remportent le titre de vice-champions paralympiques aux Jeux de Londres. En avril 2015, à Schiltigheim, il se fait remarquer dans un match contre l'Allemagne grâce à un but marqué en toute fin de la partie, où il a dribblé plusieurs joueurs dans la défense adverse : « But de l'année en cécifoot », selon 20 Minutes, qualifié de « superbe » par TF1 et de « magnifique » par La Dépêche. En 2016, France Football le considérait comme « un des meilleurs joueurs en France » grâce à « son aisance technique balle au pied, sa vitesse et son sens du but ». En 2017, son équipe et lui finissent à la quatrième place de l'Euro de cécifoot organisé à Berlin.
Parmi ses idoles figure le joueur camerounais Samuel Eto'o.
Yvan Wouandji intervient aussi dans les écoles pour faire connaître le cécifoot,.

## Palmarès

### Club de Saint-Mandé
- Coupe de France en 2011
- Champion de France 2015
- Finaliste en Coupe de France (défaite contre le Sporting-club de Paris, 2-0, en 2016)

### En équipe nationale
- 2010. 1re sélection en équipe de France, Coupe du Monde
- 2011. Tournoi pré-paralympique en Turquie, médaille d’argent, match contre l’Iran (3-1)
- 2011. Finaliste du Championnat du Monde
- 2011. Vainqueur du Championnat d'Europe en Turquie, match contre l'Espagne
- 2012.  Finaliste des Jeux paralympiques, match contre le Brésil (2-0)
- 2013. Coupe d’Europe, médaille d’argent, match contre l’Espagne (1-0)
- 2014. Coupe du Monde au Japon (Tokyo), 9e sur 12
- 2015. Coupe d’Europe en Angleterre, 5e sur 10
- 2017. Coupe d'Europe à Berlin, 4e.
- 2021. Jeux paralympiques de Tokyo,1er tour
- 2022. Vainqueur du Championnat d'Europe en Italie, match contre la Turquie

## Distinctions
- Médaille de la ville de Rosny-sous-Bois
- Élu meilleur jeune joueur espoir du championnat de France du Cécifoot saison 2009-2010
- Élu sportif espoir français de l’année en 2013
- Chevalier de l'ordre national du Mérite (2013[17])